# Bârlad (řeka)
Bârlad je řeka v Rumunsku (župy Neamț, Vaslui, Galați). Dlouhá je 250 km, její povodí má rozlohu 7600 km².

## Průběh toku
Řeka vzniká soutokem několika menších říček v západní části planiny Bârlad. Teče převážně Moldavskou vysočinou. Je to levostranný přítok Siretu.

## Vodní režim
K nejvyšším vodním stavům dochází na jaře, v létě voda opadá a řeka téměř vysychá.

## Využití
Využívá se na zavlažování. Na řece jsou mlýny. Leží na ní města Vaslui, Bârlad, Tecuci.